# Stazione di Parigi Saint-Lazare
La stazione di Parigi Saint-Lazare (in francese Gare de Paris-Saint-Lazare), ex-capolinea della rete « Ouest-État », è una delle sei principali stazioni capolinea della SNCF a Parigi. Si trova nell'VIII arrondissement, nel quartieri di Europe. Costruita nel 1837, è la più antica stazione ferroviaria della capitale francese e dell'Île-de-France. Con 91,5 milioni di passeggeri nel 2021, è per numero di viaggiatori all'anno la seconda stazione di Parigi. Ha perso il primo posto in seguito all'apertura della Linea RER A che le ha tolto una parte del traffico proveniente dalla periferia ovest. Dedicata principalmente al traffico ferroviario suburbano verso i sobborghi nord-occidentali, funge da capolinea anche per i treni diretti in Normandia.
Dopo un primo inserimento nell'elenco con decreto del 14 dicembre 1979, la stazione è stata classificata come monumento storico il 28 dicembre 1984.  

## Storia

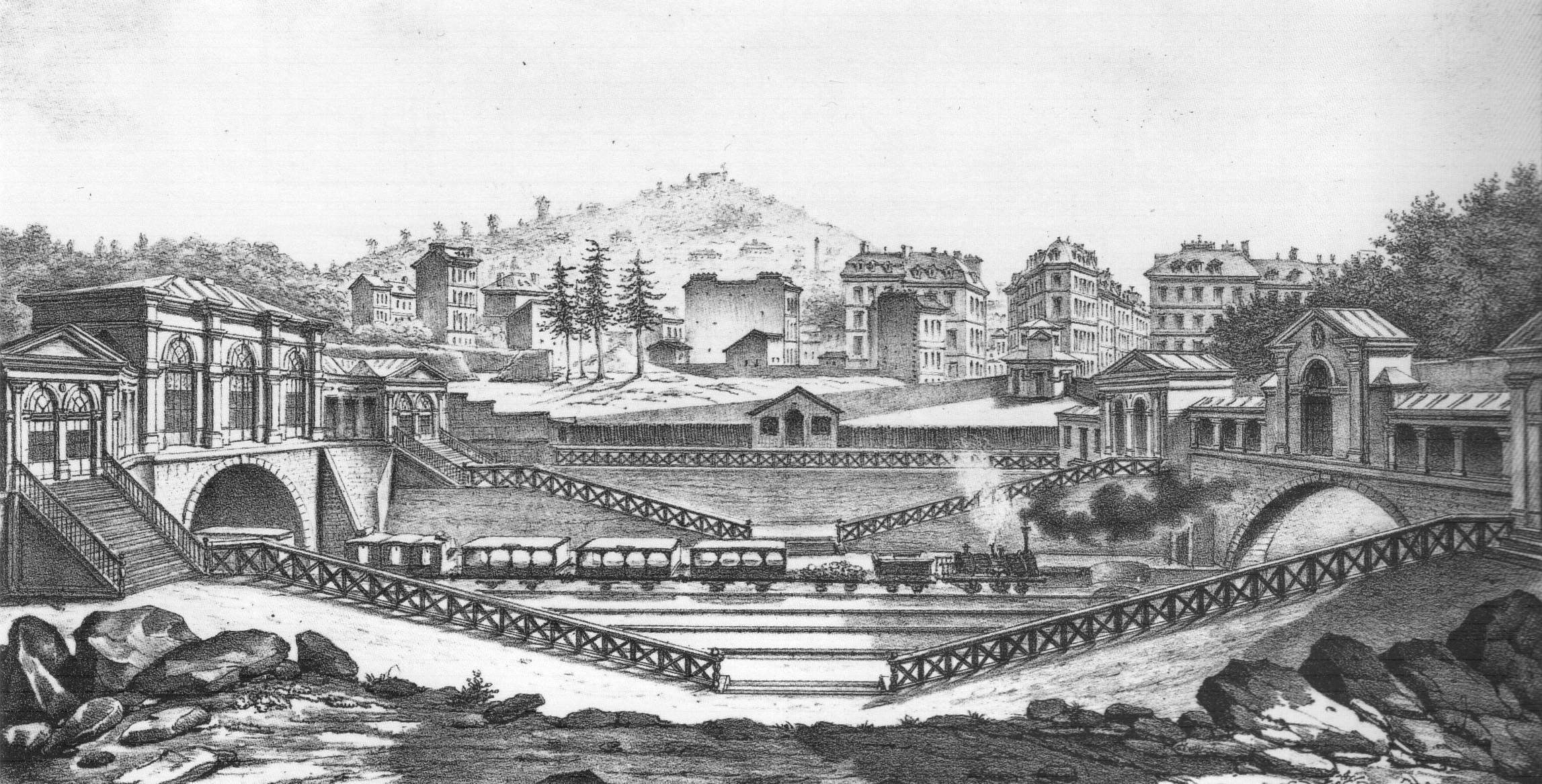
Embarcadère de l'Europe

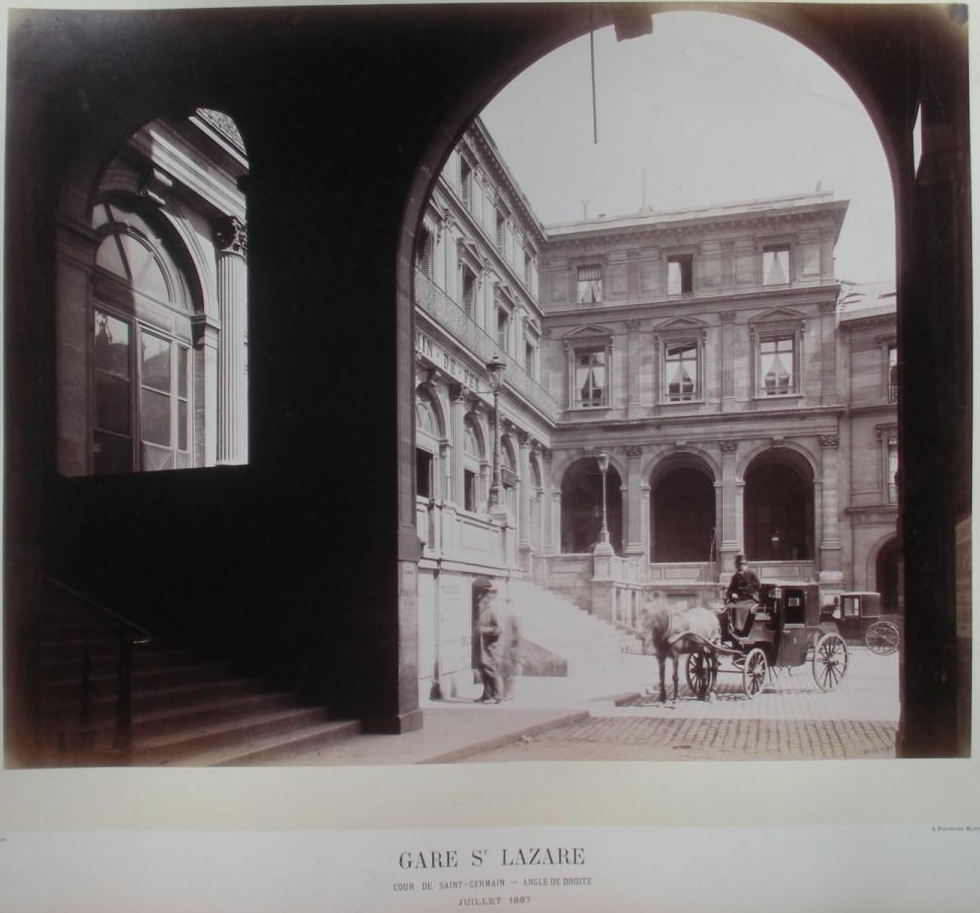
L'ingresso della stazione nel 1867.

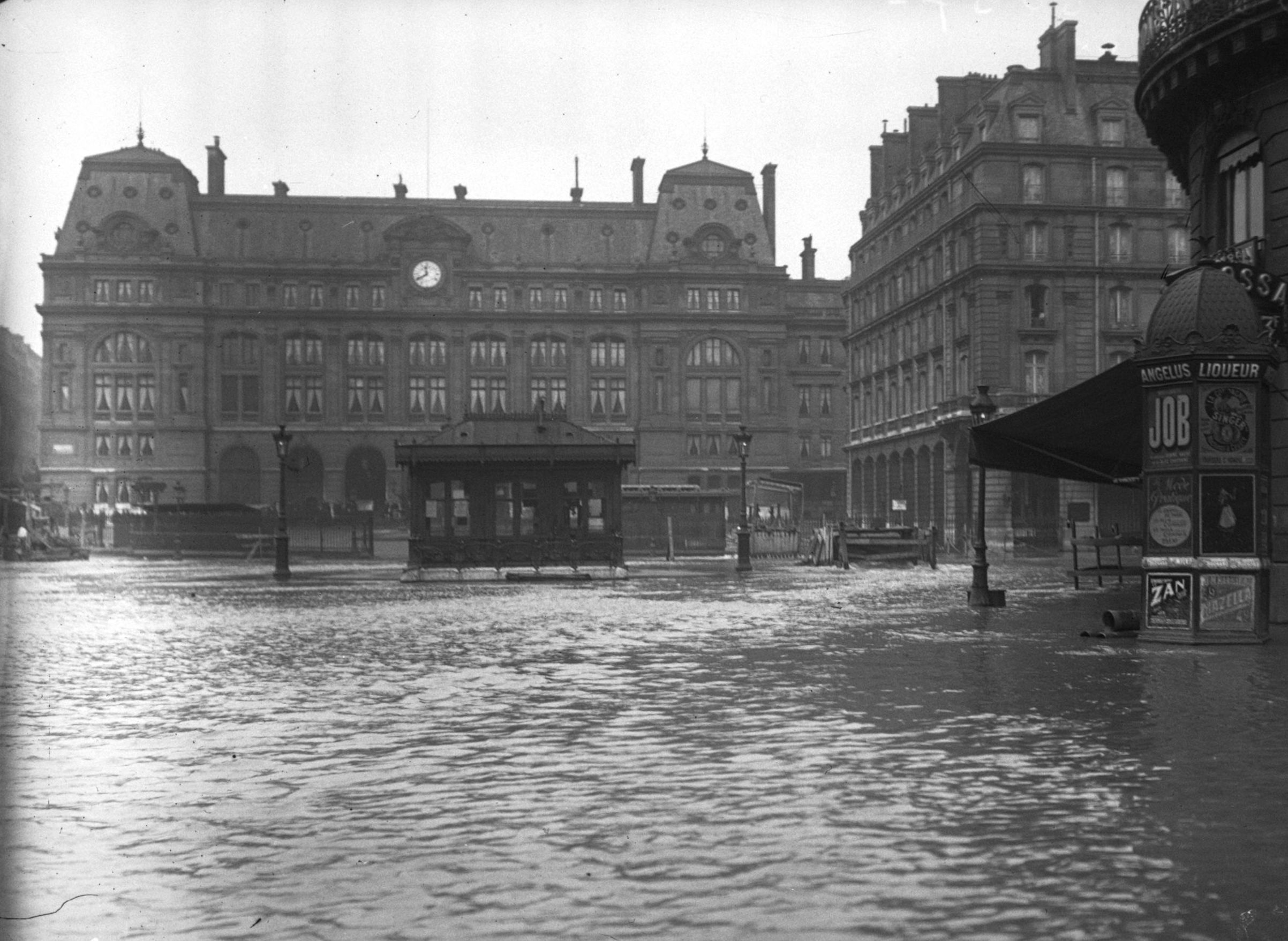
La stazione di Saint-Lazare durante la piena della Senna del 1910.

La storia della stazione di Saint-Lazare comincia nel 1837 con l'apertura di una linea ferroviaria fra Parigi e Saint-Germain-en-Laye. All'epoca, si decise di edificare una stazione provvisoria in legno, l'embarcadère de l'Ouest, in place de l'Europe, al termine del tunnel des Batignolles, là dove era situato il giardino di Tivoli. La linea comprendeva allora varie stazioni, fra cui quelle di Pont-Cardinet, Clichy-Levallois, Asnières, La Garenne-Colombes, Nanterre-Ville et Le Vésinet-Le Pecq.
Nel 1841, una seconda stazione provvisoria, in muratura con intonaco giallo, fu edificata in rue de Stockholm, proprio di fronte a place de l'Europe secondo i progetti dell'architetto Alfred Armand. L'edificio era costruito a cavallo sopra i due binari, allo sbocco della galleria Europa. Due rampe scoperte permettevano l'accesso ai binari. L'intenzione dei fratelli Pereire, promotori di questa linea ferroviaria, era di prolungare la linea verso il centro di Parigi fino a rue Tronchet, che conduce alla chiesa della Madeleine. Constatando, però, l'ostilità del comune e dei proprietari, questo progetto di estensione fu abbandonato nello stesso anno.
La terza stazione fu edificata sul sito attuale, rue du Havre, dall'architetto Alfred Armand e dall'ingegnere Eugène Flachat. I lavori durarono per un lungo periodo: dal 1842 al 1853.
Nel 1867, diventata la stazione ferroviaria parigina più importante (25 milioni di viaggiatori all'anno), la stazione Saint-Lazare fu così ingrandita che si può parlare d'una quarta stazione, inaugurata il 2 giugno, da Napoleone III accompagnato dall'imperatore d'Austria e dallo zar di Russia, in occasione dell'Esposizione Universale.
Dal 1885 al 1889, un importante ampliamento, curato dall'architetto Juste Lisch per conto della Compagnie des chemins de fer de l'Ouest in occasione dell'Esposizione Universale, diede alla stazione Saint-Lazare la fisionomia attuale. È in quest'occasione che venne costruito anche l'hotel Terminus, posizionato di fronte alla facciata principale e con questa collegata grazie ad una passerella coperta, non più in funzione.
Restaurata nel 1936, essa presenta sempre, dal lato cour de Rome, il suo scalone doppio, accanto al quale è stata aggiunta una scala mobile.
Nel 1972 la linea di Saint-Germain-en-Laye, incorporata alla linea A RER d'Île-de-France è trasferita alla RATP (Régie autonome des transports parisiens) e termina alla stazione di Auber, nel quartiere dell'Opéra, a qualche centinaio di metri dalla stazione. La stazione di Saint-Lazare perde allora la sua linea storica ed un importante flusso di viaggiatori.
Questa diminuzione sarà ancora più visibile con il collegamento della linea della stazione Cergy-Saint-Christophe alla linea A RER dell'Ile de France, avvenuto il 29 maggio 1988, seguito dalla linea di Poissy nel 1989.
Attualmente la stazione di Saint-Lazare dispone di 27 binari ed è in collegamento con parecchie linee di trasporto urbano (metro, bus, RER).
La SNCF ha avviato un'opera di grande portata chiamata Saint Lazare domani per rinnovare la stazione da qui al 2010, nel quadro del programma Stazioni in movimento con un investimento di 123 milioni di euro.
Mentre il primo colpo di piccone è stato dato il 17 novembre 2003, le facciate hanno già beneficiato di una rifinitura nel 2002.
La sala trasversale al pian terreno è in corso di rinnovo per consentire l'inserimento di nuove attività commerciali (10 000 m² contre i 6 000 precedenti) e di scale mobili per facilitare l'accesso alla stazione sotterranea tra il 2005 e il 2010. 
Il piazzale della stazione sarà rifatto. La cour du Havre diventerà zona pedonale e la cour de Rome avrà una seconda stazione di taxi.

## Interscambi
- Fermata metropolitana (Saint-Lazare, linee 3, 12 e 13 e 14)
- Bus RATP e Noctilien

### RER
La stazione di Saint-Lazare è servita dalla linea E RER. Una delle uscite della stazione sotterranea Haussmann-Saint-Lazare sbocca in Cour de Rome, davanti alla Gare Saint-Lazare.

## Saint-Lazare nella pittura e nel cinema

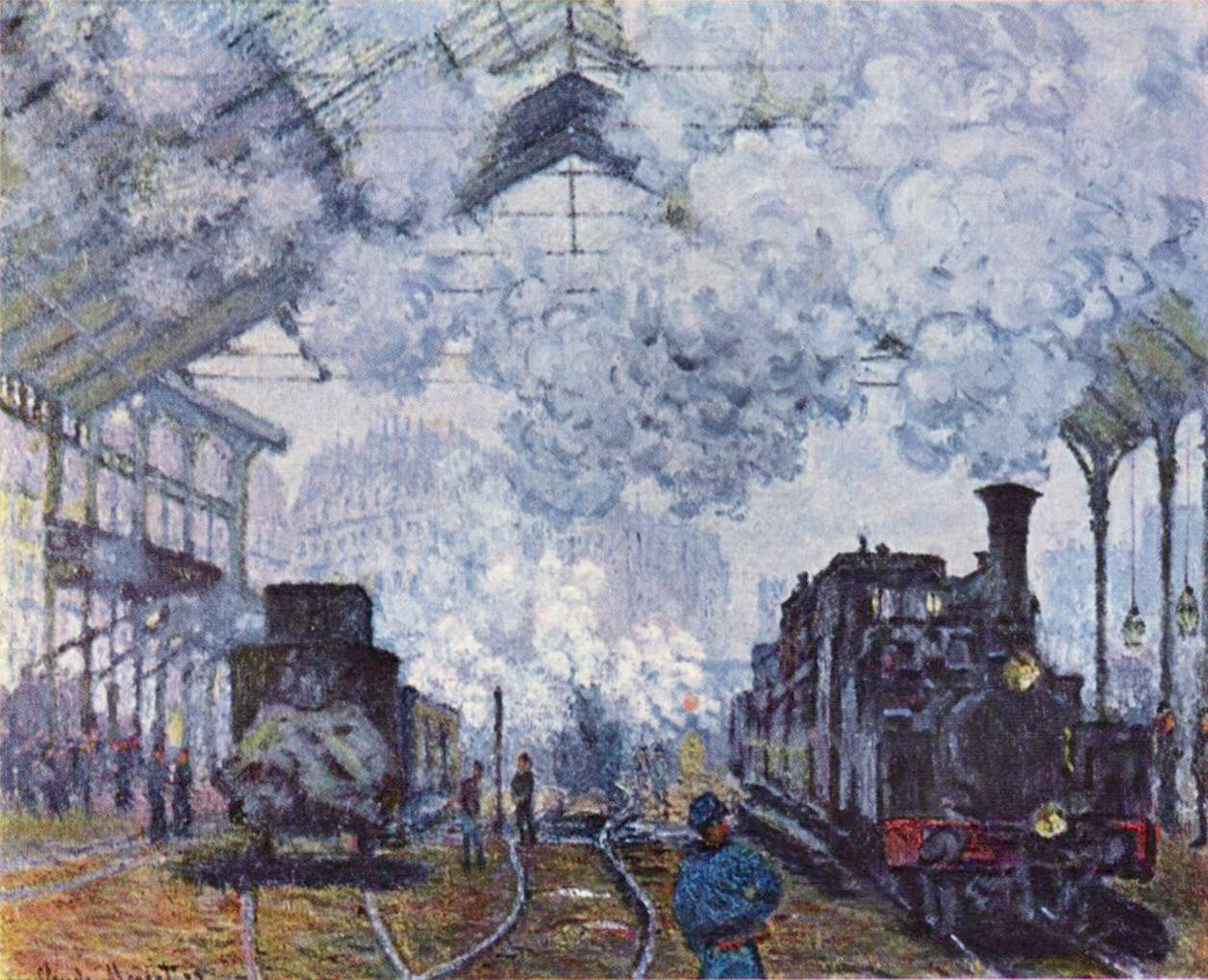
La Gare Saint-Lazare, Claude Monet

La stazione di Saint-Lazare è il soggetto di un dipinto opera del pittore impressionista Claude Monet. Nel 1877 Monet lasciò Argenteuil per Parigi, dove si trasferì nel complesso residenziale Nouvelle Athènes, nel quartiere di Saint-Georges. Dopo aver studiato la campagna per diversi anni, decise di studiare il progresso tecnico, un tema che era diventato molto di moda. Il pittore chiese quindi il permesso di lavorare nella stazione di Saint-Lazare, vicino a casa sua. Trovò ispirazione nella modernità e nella mobilità del soggetto, nella sua luminosità mutevole e nelle nuvole di vapore. Realizzò una serie di dodici dipinti da diversi punti di vista, comprese le vedute del vasto atrio, in cui si concentrò più sugli effetti della luce e del colore che su una descrizione dettagliata del mondo ferroviario.
La stazione compare anche nel film del 1938 di Jean Renoir L'angelo del male, tratto dal romanzo di Émile Zola La bestia umana.